# Belagerung von Przemyśl
1914

Ostpreußische Operation (Stallupönen, Gumbinnen, Tannenberg, Masurische Seen) – Galizien (Kraśnik, Komarów, Gnila Lipa, Lemberg,
Rawa Ruska) – Przemyśl – Weichsel – Krakau – Łódź – Limanowa–Lapanow – Karpaten
1915

Humin – Masuren – Zwinin – Przasnysz – Gorlice-Tarnów – Bug-Offensive – Narew-Offensive – Großer Rückzug – Nowogeorgiewsk – Rowno – Swenziany-Offensive
1916

Naratsch-See – Brussilow-Offensive – Baranowitschi-Offensive
1917

Aa – Kerenski-Offensive (Zborów) – Tarnopol-Offensive – Riga – Unternehmen Albion
1918

Operation Faustschlag – Krim
Die Belagerung von Przemyśl war die personalintensivste Belagerung des Ersten Weltkriegs und eine schwere Niederlage für Österreich-Ungarn. Eine erste Einschließung durch die russische Armee erfolgte vom 16. September 1914 bis zum 11. Oktober. Am 9. November begann ein zweiter Belagerungsversuch, der 133 Tage andauerte. Die noch aus 110.000 Soldaten bestehende österreichisch-ungarische Garnison kapitulierte am 22. März 1915 und ging in russische Kriegsgefangenschaft.

## Hintergrund
Wegen der verkehrswichtigen Lage von Przemyśl wurde um die Stadt ab Mitte des 19. Jahrhunderts einer der größten vor dem Ersten Weltkrieg bestehenden Festungskomplexe gebaut. Er bestand aus einem 45 Kilometer langen Festungsgürtel mit mehreren Dutzend Forts, die ihrerseits mit Wällen verbunden waren.
In der Schlacht in Galizien hatten Truppen der russischen Südwestfront unter dem Oberbefehl von General Nikolai Iwanow die Österreicher besiegt, nach der Schlacht von Lemberg war die Hauptstadt Galiziens verloren gegangen, die ganze Front verschob sich bis Mitte September 100 Kilometer weiter westlich in die Karpaten. Um diesen Vormarsch der russischen Truppen zu behindern, hatte das k.u.k Militär zur Strategie der verbrannten Erde gegriffen, auf ihrem Rückzug systematisch ganze Dörfer vernichtet und deren Bevölkerung vertrieben, was eine enorme Flüchtlingswelle zur Folge hatte.
Nach dem russischen Durchbruch bei Rawa Ruska am 11. September waren letzte Versuche des österreichischen Generalstabschefs Conrad von Hötzendorf, die Hauptstadt Lemberg zurückzuerobern, endgültig gescheitert. Mitte September 1914 musste die geschlagene österreichische Armee auch die Sanlinie vor dem starken Druck der russischen Südwestfront aufgeben und sich auf die Wisloka zurückziehen. Die Festung Przemyśl war dabei von der russischen 3. Armee unter Radko Dimitriew ab 16. September eingeschlossen worden und gab den österreichisch-ungarischen Truppen die nötige Zeit, um sich abzusetzen. Die nördlicher stehenden russischen Armeen bedrohten bereits das deutsche Schlesien. Daher war die Verteidigung der Festung nicht nur für die Österreicher, sondern auch für die Deutschen von großer Bedeutung.

## Die erste Belagerung
Die Festung war nach dem Rückzug der Österreicher an den San ab 16. September von den Russen eingeschlossen worden. Am 20. September gingen russische Einheiten bei Walawa, 8 km nördlich der Festung, über den Fluss und begannen am anderen Ufer aufzumarschieren.
Am 21. September gab die k.u.k. 3. Armee unter General Boroevic den letzten östlichen Sanbrückenkopf bei Jaroslau  auf. Die Festung Przemyśl verblieb danach komplett hinter den russischen Linien und war der letzte österreichische Stützpunkt, der dem russischen Vormarsch standhielt. Der Festungskommandant Hermann Kusmanek von Burgneustädten verfügte in der Festung über die 23. Honved-Division sowie die 93., 97., 108. und 111. Landsturmbrigade. Zusammen mit vier Honved-Marschregimentern und der Pioniergruppe unter Generalmajor Nickel befanden sich 65 Infanterie-Bataillone in der Festung, zum größten Teil aus Ruthenen und Ungarn bestehend. Die Festungsartillerie war großteils veraltet, von den 38 Gürtelwerken des äußeren Verteidigungsrings waren nur zwölf modernisiert und mit verstärkten Decken versehen worden. Von den 988 vorhandenen Festungsgeschützen entsprachen nur 28 dem damaligen Stand der Technik.

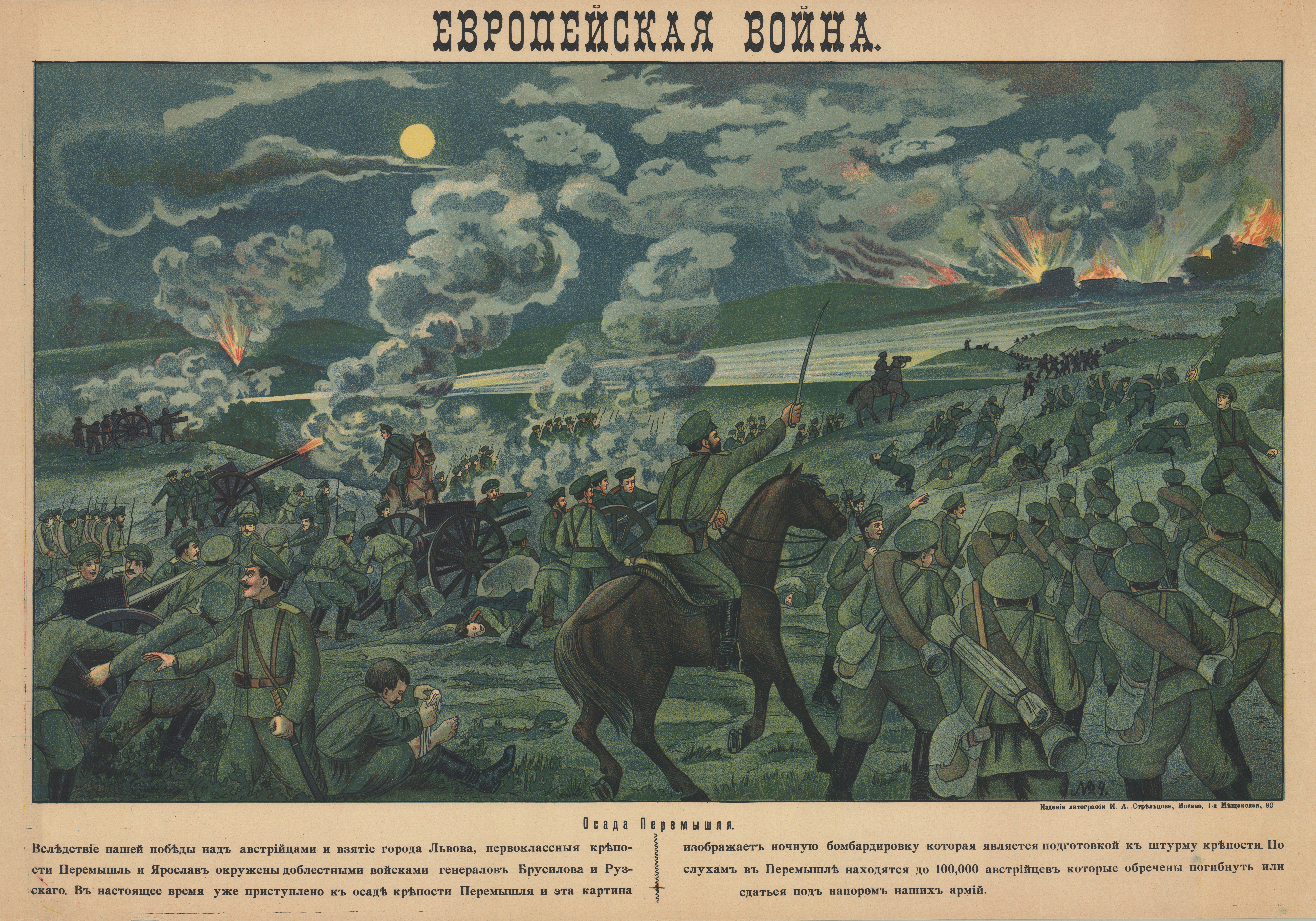
Russisches Propagandaplakat zur Belagerung in Lubok-Tradition
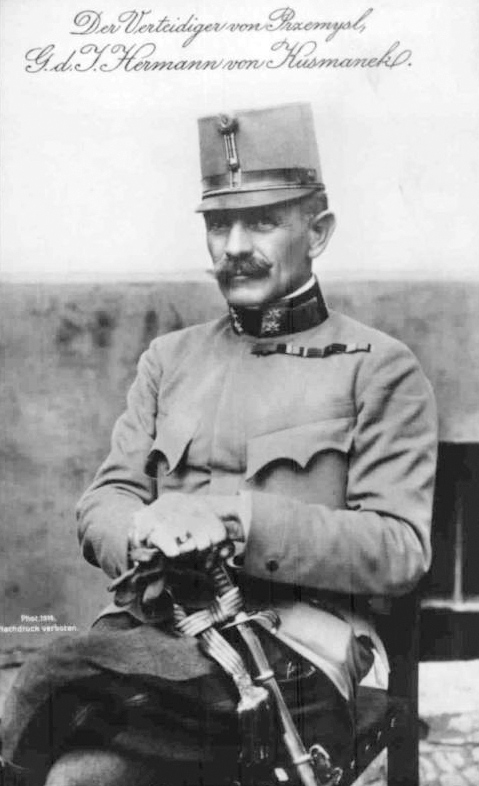
Hermann Kusmanek von Burgneustädten, Verteidiger von Przemyśl
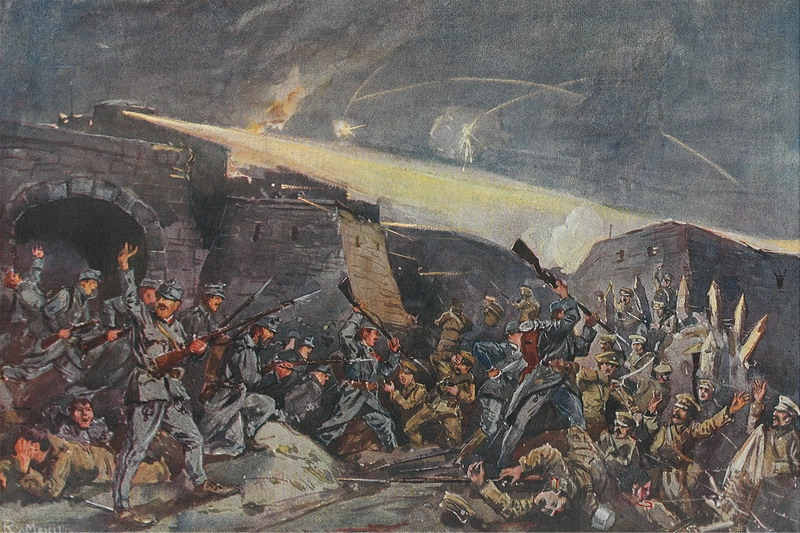
Nahkampf am Fort Siedlicke anlässlich der 1. Belagerung von Przemysl

Am 22. und 23. September schoben die Russen ihre Truppen weiter gegen die Nord- und Südfront der Festung vor. Am 24. September begann der Oberbefehlshaber der russischen 3. Armee, General Radko Dimitriew, mit dem Angriff auf die Festung. Den Russen stand vor Ort noch nicht genügend Belagerungsartillerie zur Verfügung, doch es musste mit einer österreichischen Verstärkung gerechnet werden. Daher entschloss man sich auf der russischen Seite zum Angriff. Drei Tage lang stürmten die Russen die Festung ohne Erfolg und verloren dabei 40.000 Mann an Gefallenen und Verwundeten. Trotz der Angriffe war die Versorgung von außen her noch bis zum 26. September möglich, erst danach hatten die Russen die Festung vollständig abgeschlossen. Am Nordabschnitt stand das XXIX. Armeekorps mit der 78. und 82. Reserve- sowie der 12. Infanterie-Division, am Südufer des San standen das XXVIII. Armeekorps mit der 58., 60. und 69. Reserve-Division. Diese Blockadegruppe wurde durch die 19 Infanteriedivision des XII. Armeekorps und der 9. Kavallerie-Division verstärkt.
Währenddessen startete an der schlesischen Grenze die neugebildete deutsche 9. Armee unter General Paul von Hindenburg eine Offensive in Russisch-Polen. Anfang Oktober konnte die wieder angreifende 3. Armee unter General Boroević Verstärkungen nach Przemyśl bringen, so dass Dimitriew am 11. Oktober die Belagerung aufhob und sich mit seinen russischen Truppen hinter den San zurückzog. Conrad hoffte, dass ein gemeinsamer Angriff der 3. und 4. Armee sowie ein Ausbruch der Przemyśler Garnison den Russen in der Schlacht am San einen harten Schlag versetzen würde.

## Die zweite Belagerung
Bis zum 31. Oktober wurde Hindenburg in der Schlacht an der Weichsel besiegt und zog sich mit seinen Armeen zurück. Dies zwang auch die k.u.k. 3. Armee unter Boroević zu einem Ausweichen nach Westen und zum Abbruch der Angriffe am San. Am 9. November 1914 konnten die wieder vorrückenden Russen die Belagerung von Przemyśl fortsetzen, allerdings nicht mit den Verbänden Dimitriews, die nach Norden zogen, sondern mit der neubegründeten 11. Armee unter General Andrei Seliwanow. Seliwanow befahl keine Frontalangriffe wie zuvor Dimitriew, sondern setzte darauf, die Garnison durch eine Blockade auszuhungern und zur Kapitulation zu zwingen.
Im Februar 1915 scheiterte die 3. Armee unter General von Boroević in der Schlacht in den Karpaten mit dem angesetzten k.u.k. VII. und X. Korps mehrfach beim Entsatzversuch der Festung Przemyśl am starken russischen Widerstand. Ende Februar wurde zur Verstärkung die k.u.k. 2. Armee unter General von Böhm-Ermolli aus Russisch-Polen nach Galizien zurückverlegt. Zwischen dem 27. Februar und dem 14. März 1915 rang die Korpsgruppe Tersztyánszky mit dem neu angesetzten k.u.k. IV., XVIII. und XIX. Korps vergeblich darum, über Baligrod zur Festung durchzubrechen. Alle Entlastungsangriffe wurden von der russischen 8. Armee unter General Brussilow erfolgreich abgeschlagen, die österreichisch-ungarischen Angriffsverbände erlitten schwere Verluste. Conrad informierte den Festungskommandanten Kusmanek vom Scheitern des Entsatzversuchs und dass dadurch keine Verstärkungen mehr nach Przemyśl gebracht werden könnten.

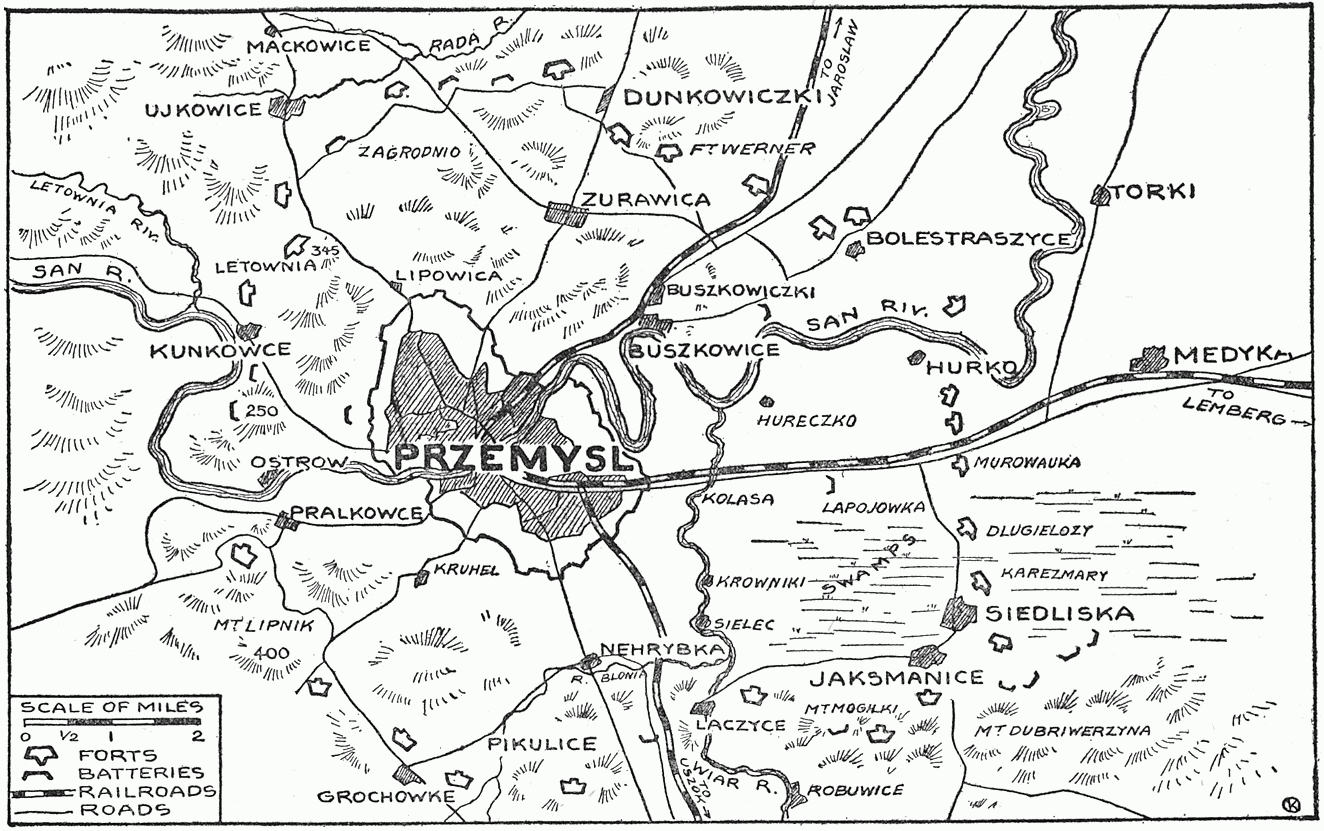
Skizze der Umgebung von Przemyśl
Plakatzeitung vom 8. Juni 1915: „Die Wiedereroberung von Przemyśl“
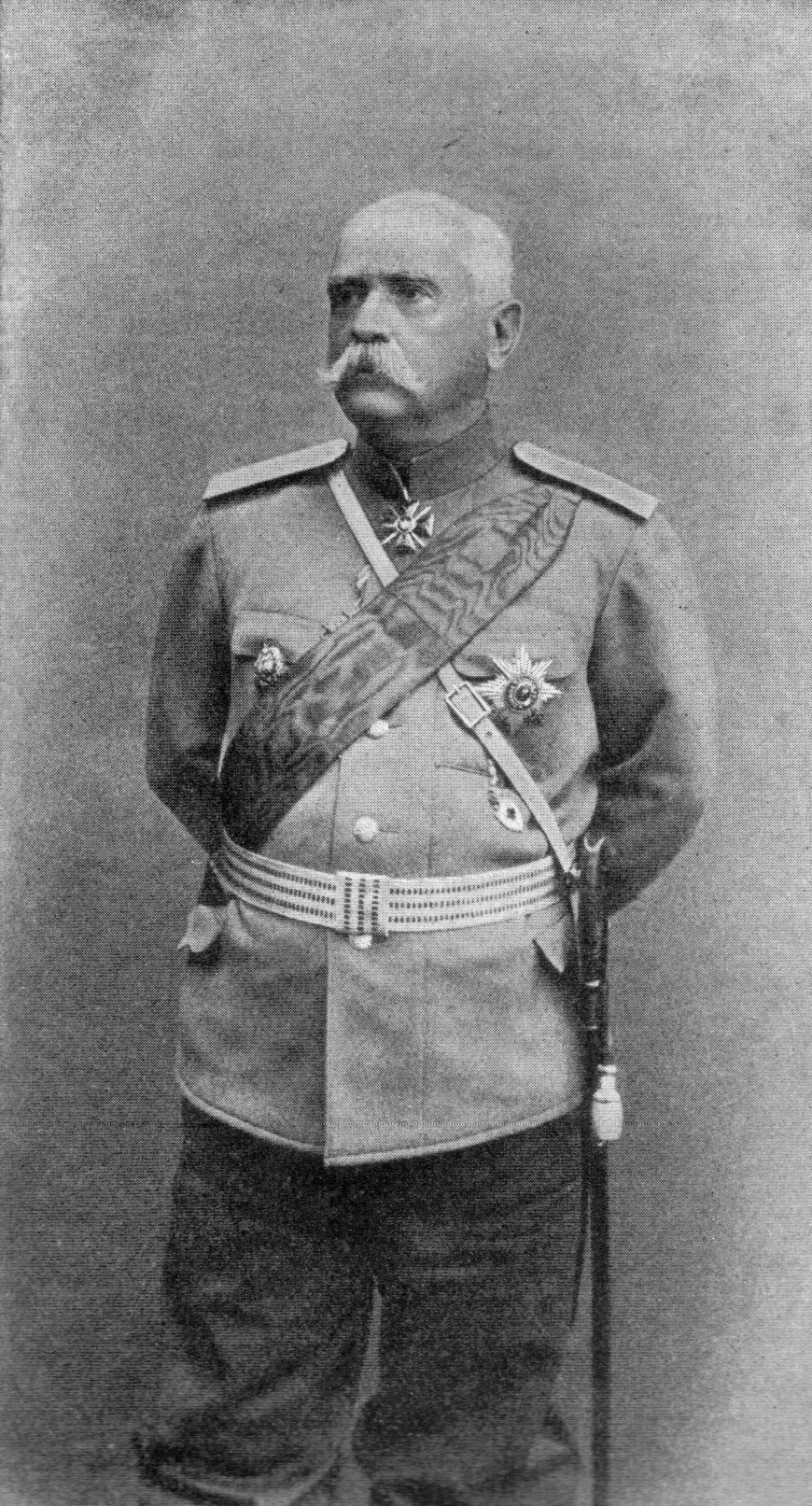
Andrei Seliwanow
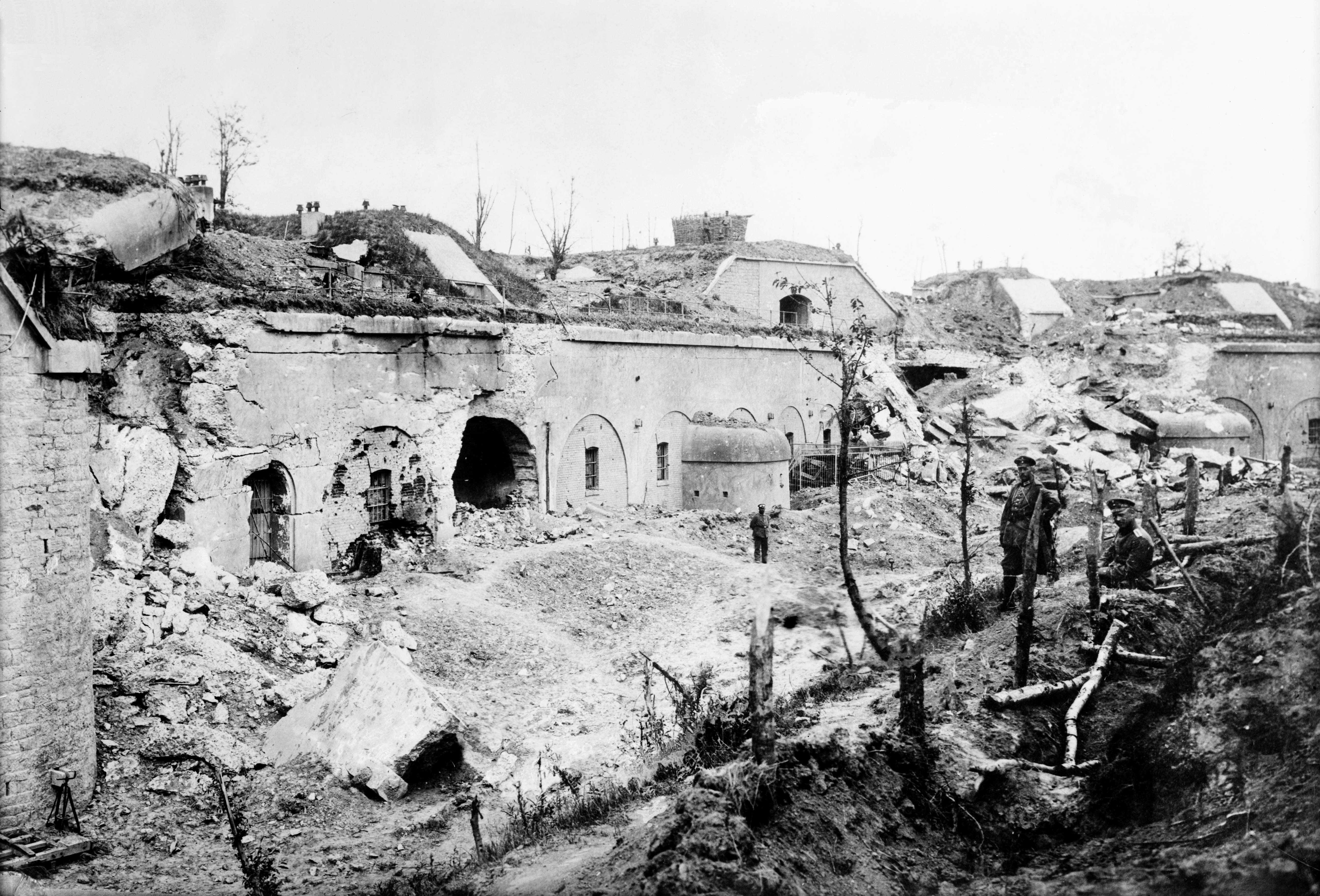
Das stark beschädigte Gürtelhauptwerk X Orzechowce, 1915

General Seliwanow besaß inzwischen genügend Artillerie, um die Festung zusammenzuschießen. Am 13. März überrannten die Russen die nördlichen Verteidigungslinien. Eine improvisierte Verteidigungslinie hielt die Russen lang genug auf, um Kusmanek die Zerstörung von allem durchführen zu lassen, was den Russen nach der Einnahme hätte militärisch nützlich werden können. Am 19. März ordnete er einen Ausbruchsversuch an. Doch die Angriffe der 23. Honved-Infanterie-Division unter Feldmarschallleutnant Árpád Tamásy von Fogaras wurden zurückgeschlagen und die Truppen in die Festung zurückgedrängt. Da die Nahrungsmittel in Przemyśl inzwischen fast zur Gänze aufgebraucht waren, sah Kusmanek sich schließlich gezwungen zu kapitulieren. Am 22. März ergab sich Kusmanek mit der verbliebenen Garnison den Russen. In russische Gefangenschaft gerieten insgesamt 9 Generäle, 2.300 Offiziere und 110.000 Soldaten.

## Folgen
Der Verlust von Przemyśl verstärkte in Österreich die Befürchtungen vor einer russischen Großoffensive auf die ungarische Tiefebene.
Zwar kam diese nicht zustande, doch der Fall der Festung Przemyśl war ein schwerer Schlag für die österreichische Moral. Erst der Durchbruch der Mittelmächte nach der Schlacht von Gorlice-Tarnów Anfang Mai 1915 veränderte die Lage.
Als sich die Front wieder nach Osten zum San verschob, gelang am 3. und 4. Juni 1915 der 11. bayerischen Division (Kneußl) die Rückeroberung der Festung Przemyśl. Dass die für Österreich-Ungarn symbolträchtige Festung durch deutsche Truppen zurückerobert wurde, führte in Wien zu Verstimmungen.

## Museale Rezeption

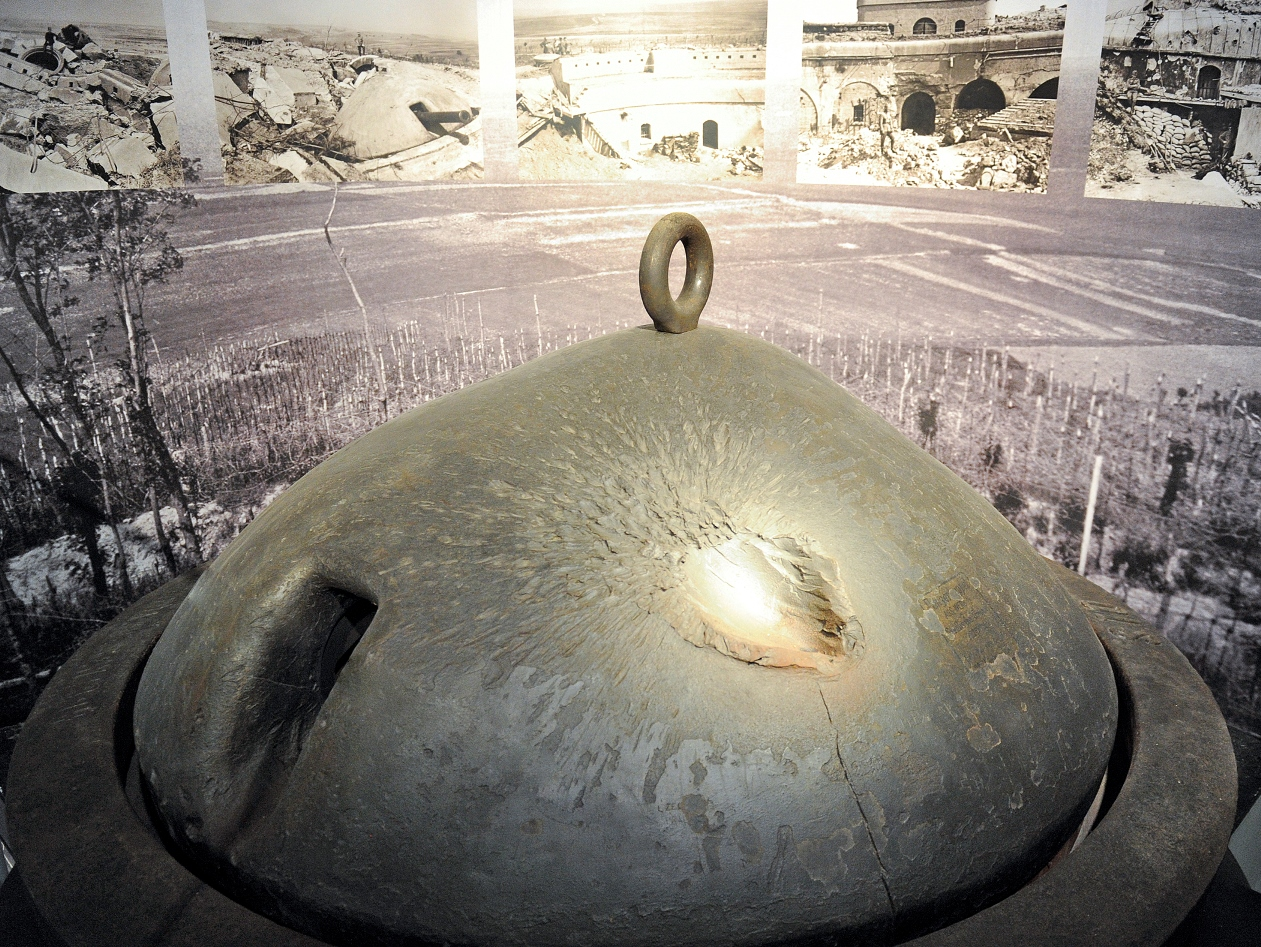
8-cm-Panzerturmkuppel aus der Festung Przemyśl im HGM in Wien

Im Heeresgeschichtlichen Museum Wien ist eine 8-cm-Panzerturmkuppel aus der Festung Przemyśl ausgestellt (Werk I/2). Die Kuppel weist einen Volltreffer einer russischen 25-cm-Mörsergranate auf. Das Projektil erwies sich jedoch als zu schwach,
um den Panzer zu durchdringen. Die Kuppel wurde nach der Rückeroberung der Festung im Juni 1915 ausgebaut und nach Wien transportiert. Bei der Kriegsausstellung im Prater sowie im Heeresmuseum sollte sie an die Kämpfe um die Festung erinnern.